# Альфонс Массамба-Деба
Альфонс Массамба-Деба (фр. Alphonse Massamba-Débat; 1919 — 25 березня 1977) — конголезький державний і політичний діяч, один з лідерів руху за незалежність, перший прем'єр-міністр і другий президент незалежного Конго.

## Життєпис
Народився 1921 р. За етнічною приналежністю — ларі. Отримавши педагогічну освіту в місті Браззавіль, в 1940—1947 роках працював у школах Чаду, в 1947—1959 у школах Конго. В 1945—1947 роках генеральний секретар «еволюе» (освічених громадян) Чаду, вступив у Прогресивну партію Чаду. В 1948—1956 роках член Конголезької прогресивної партії, в 1956—1963 — партії Демократична спілка захисту африканських інтересів.
В 1959—1961 роках — голова Законодавчих (Національних) зборів Конго. В уряді Ф. Юлу в 1961—1963 роках міністр без портфелю і міністр планування. Після серпневих подій 1963 р. Массамба-Деба — прем'єр-міністр сформованого ним тимчасового уряду, очолив партію Національний рух на захист революції.
У грудні 1963 — вересні 1968 — президент Республіки Конго. В 1964—1968 роках — генеральний секретар партії Національний революційний рух (НРР), що оголосила своєю метою будівництво в Конго соціалізму. Але потім під впливом традиційної знаті Конго відмовився від соціалістичної орієнтації розвитку Конго.
Влітку 1968 року розпустив Національні збори, за його вказівкою були заарештовані ліві діячі (в тому числі Маріан Нгуабі).
Массамба-Деба був усунений від влади новим переворотом 1968 р. і він відійшов від політичної діяльності. 25 березня 1977 року він звинувачений у причетності до організації вбивства М. Нгуабі і за вироком військового трибуналу розстріляний.